# Urania (planetoïde)
(30) Urania is een planetoïde in de planetoïdengordel tussen de banen van de planeten Mars en Jupiter. Urania heeft een diameter van gemiddeld net over de 92 km en beweegt in 3,64 jaar om de zon. De planetoïde heeft een licht ellipsvormige baan die nog geen 3° helt ten opzichte van de ecliptica. Tijdens een omloop rond de zon varieert de afstand tot de zon tussen de 2,066 en 2,666 astronomische eenheden.
Vanaf de aarde gezien kan Urania een schijnbare helderheid van hooguit +9,36 hebben, zodat de planetoïde alleen met een redelijke amateur-telescoop te vinden is.

## Ontdekking en naam
Urania werd op 22 juli 1854 ontdekt door de Engelse sterrenkundige John Russell Hind. Urania was de laatste van tien door Hind ontdekte planetoïden.
Urania is genoemd naar Urania, in de Griekse mythologie de muze van de sterrenkunde.

## Eigenschappen
Urania is een S-type planetoïde, wat betekent dat ze een relatief helder oppervlak heeft met een hoog albedo. S-type planetoïden bestaan voornamelijk uit silicaten en metalen. Urania draait in iets meer dan dertien en een half uur om haar as.